# Natten är här
Natten är här är en novellsamling av Eyvind Johnson utgiven 1932. Boken är en samling noveller som tidigare publicerats i olika tidningar och tidskrifter.

## Innehåll
Natten är här
- Kort besök
- Dolorosa
- I skogen
- Ensamhet
- Det förlorade Europa
- Strudel
- Tobias
- Glada dagar
- Sömn

Skymning -- Gryning
- Pan mot Sparta
- Baino
- Kimon
- En man i Etolien